# Le Réel escamoté
Enquête aux archives Freud, des abus réels aux pseudo-fantasmes
Le Réel escamoté (sous-titré Le Renoncement de Freud à la théorie de la séduction ; titre original : The Assault on Truth: Freud's Suppression of the Seduction Theory) est un livre de l'ancien psychanalyste américain Jeffrey Moussaieff Masson. Il soutient que Sigmund Freud, le fondateur de la psychanalyse, a délibérément supprimé son hypothèse initiale, connue sous le nom de théorie de la séduction et selon laquelle l'hystérie est causée par des abus sexuels pendant la petite enfance, car il refusait de croire que les enfants sont victimes de violences sexuelles parmi leur propre famille. Masson arrive à cette conclusion alors qu'il accède à certaines des lettres inédites de Freud, en tant que directeur de projets des Archives Sigmund Freud. The Assault on Truth est publié pour la première fois en 1984 aux États-Unis par Farrar, Straus and Giroux ; plusieurs éditions révisées ont depuis été publiées. La première traduction française paraît en 1992, sous le titre Le Réel escamoté - Le renoncement de Freud à la théorie de la séduction ; une nouvelle traduction enrichie paraît en 2012 sous le titre Enquête aux archives Freud, des abus réels aux pseudo-fantasmes.
Passé inaperçu en France, ce livre suscite une publicité massive et une controverse dans les pays anglo-saxons. Il reçoit de nombreuses critiques négatives, dont plusieurs rejettent la lecture de l'histoire psychanalytique par Masson. Il est unanimement condamné par les critiques exerçant la profession de psychanalyste. Ce livre est considéré comme le dernier d'une série d'attaques contre la psychanalyse, et l'expression finale des Freud Wars. Il a reçu des critiques à la fois de partisans et d'adversaires de la psychanalyse. Son accueil global se révèle mitigé. Certaines personnalités féministes approuvent les conclusions de Masson, d'autres commentateurs reconnaissent le mérite de son livre malgré ses failles. Masson est critiqué pour avoir déformé la théorie de la séduction et maintenu sans preuve qu'elle serait correcte. Il est aussi critiqué pour son commentaire du traitement par Freud de sa patiente Emma Eckstein, pour avoir suggéré que les enfants sont par nature innocents et asexués, et pour sa participation à une réaction contre la révolution sexuelle. Masson est accusé d'avoir encouragé le mouvement en faveur de la récupération de la mémoire traumatique refoulée aux États-Unis en laissant entendre qu'un effort collectif pour retrouver des souvenirs douloureux d'inceste est nécessaire, bien qu'il rejette cette accusation qu'il estime non fondée.

## Résumé de l'ouvrage

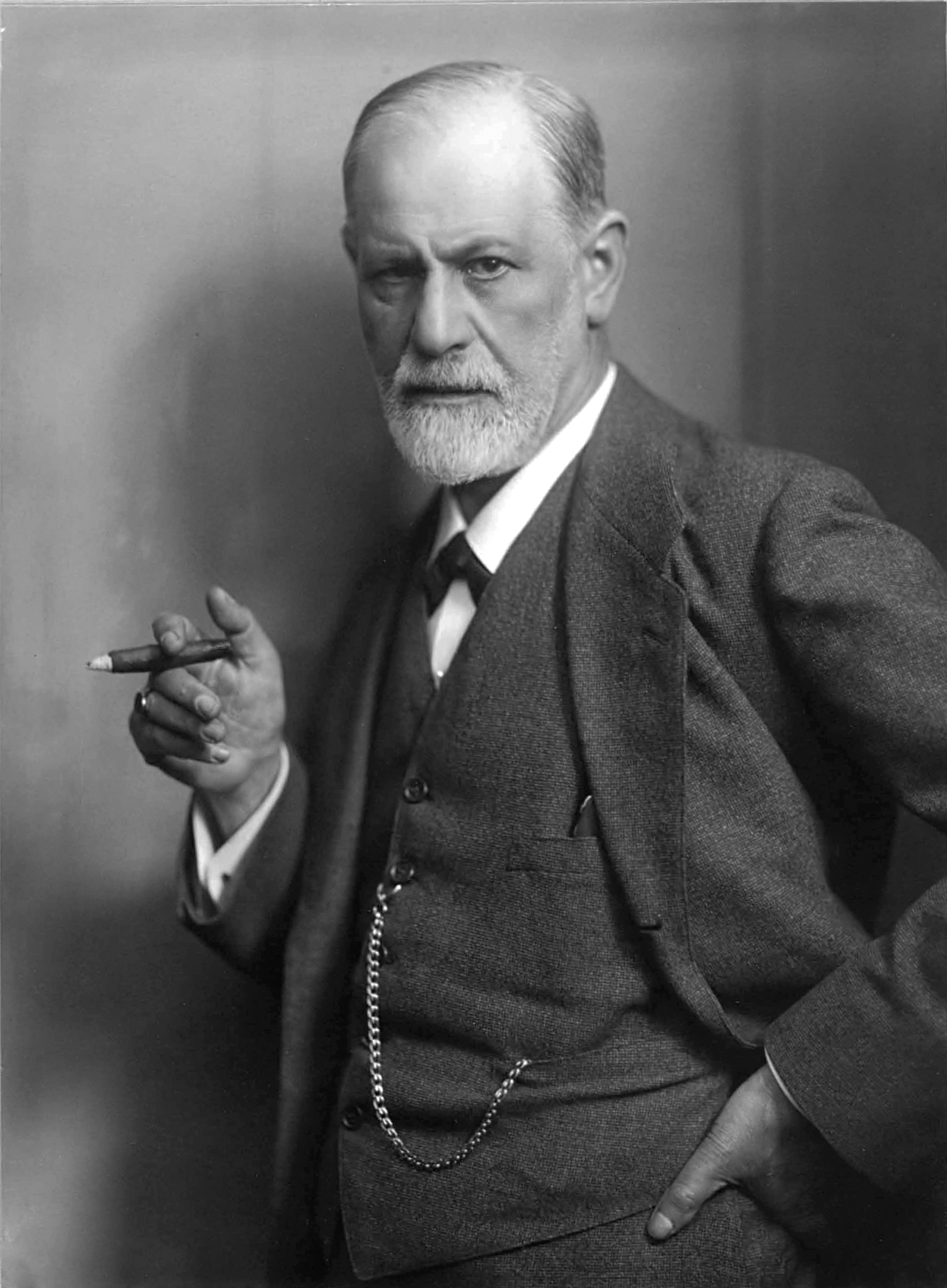
Sigmund Freud, le fondateur de la psychanalyse. Masson soutient que Freud a délibérément supprimé la théorie de la séduction.

Masson soutient que l'explication acceptée de la manière dont Sigmund Freud, le fondateur de la psychanalyse, a abandonné sa théorie de la séduction, est incorrecte. Selon Masson, les patientes de Freud lui ont dit en 1895 et 1896 qu'elles avaient été maltraitées durant leur enfance, mais Freud en est venu plus tard à ne pas croire leurs récits. Il soutient que Freud a eu tort de ne pas croire ses patientes et que la véritable raison pour laquelle il a abandonné sa théorie de la séduction est qu'il ne pouvait pas accepter que des enfants soient « victimes de violences et d'abus sexuels au sein de leur propre famille ». Il suggère que les théories freudiennes du « fantasme interne et de la sexualité spontanée de l'enfance », que Freud a développées après avoir abandonné la théorie de la séduction, permettaient d'attribuer la violence sexuelle à l'imaginaire de la victime, et ne représentaient donc aucune menace pour l'ordre social existant. Masson reconnaît le caractère provisoire de sa réinterprétation des raisons de Freud pour abandonner la théorie de la séduction. Il critique d'autres récits de l'œuvre de Freud, dont celui fourni par le psychanalyste Ernest Jones dans La Vie et l'Œuvre de Sigmund Freud (1953-1957). Il commente l'essai de Freud paru en 1896, « L'étiologie de l'hystérie », qu'il fournit en annexe. Il évoque également les travaux du docteur Auguste Ambroise Tardieu, le traitement par Freud d'Emma Eckstein, la théorie freudienne du Complexe d'Œdipe, et la relation de Freud avec le psychanalyste Sándor Ferenczi.

## Contexte et historique des publications
Selon l'historien Roy Porter (en), Masson, ancien professeur de sanskrit, s'est reconverti en psychanalyste et a trouvé durant les années 1970 un soutien au sein de la profession psychanalytique aux États-Unis. Sa relation avec le psychanalyste Kurt Robert Eissler l'a aidé à devenir le directeur de projets des Archives Freud, où il a été chargé de publier l'édition autorisée de la correspondance entre Freud et Wilhelm Fliess,. Masson a suscité la controverse après avoir présenté son opinion sur les origines des théories psychanalytiques de Freud dans un article présenté lors d'une réunion de la Western New England Psychoanalytic Society en 1981. The New York Times a publié deux articles rapportant les opinions de Masson,, ainsi qu'une interview avec lui. Eissler a renvoyé Masson, qui a riposté avec des brefs. La journaliste Janet Malcolm a publié deux articles à propos de la controverse dans The New Yorker, publiés plus tard sous forme de livre, In the Freud Archives (1984).

### Édition originale et rééditions anglophones
The Assault on Truth a été publié dans sa version originale, pour la première fois, par l'éditeur américain Farrar, Straus and Giroux, en 1984. Des éditions révisées ont suivi en 1985, 1992, 1998 et 2003.

### Traductions en français
En français, l'ouvrage est publié une première fois en français en 1984, sous le titre Le Réel escamoté : le renoncement de Freud à la théorie de la séduction, par les éditions Aubier, en 1984, avec une traduction de Claude Monod,. Tiré à quelques centaines d'exemplaires et depuis totalement épuisé, ce livre est, d'après le Dr Michel Meignant, « l'objet d'un véritable rejet » en France.
Une nouvelle édition voit le jour en 2012 chez les éditions de l'Instant présent, sous le titre Enquête aux archives Freud : des abus réels aux pseudo-fantasmes. Cette édition est traduite par Marlène Martin, Claudia Renau, Victorine Meyers et surtout par Fabienne Cazalis, qui en a également assuré le suivi éditorial. L'éditeur précise, dans sa présentation de la réédition française de 2012, que le livre original « a engendré d’impressionnantes controverses, les « Freud Wars », qui ont mené à un examen critique et constructif de la psychanalyse dans le monde entier. Sauf en France, où il est passé inaperçu ». L'édition française de 2012 a été beaucoup augmentée, notamment de réponses argumentées aux critiques reçues par l'auteur ; elle comporte aussi une préface exclusive aux lecteurs francophones.

## Accueil

### Aperçu
Le Réel escamoté a provoqué une controverse et a suscité une publicité massive dans le monde anglo-saxon. Ce livre a reçu un avis dans des publications telles que Newsweek, Maclean's, The New York Times Book Review et New Statesman and Society. Dans Maclean's, le livre a été décrit comme le dernier d'une série d'attaques contre la psychanalyse, et Masson a été cité disant : « Je pense qu'à la suite de mes découvertes, nous devrions abandonner la psychanalyse comme moyen d'aider les gens ». Dans The New York Times Book Review, le critique Harold Bloom a qualifié ce livre de « douteux ». Dans New Statesman and Society, Jenny Turner a rejeté ce livre, accusant Masson de méchanceté, d'erreurs de lecture et d'arguments ineptes.
Le livre a reçu l'attention et l'approbation de certaines personnalités féministes,,. L'avocate féministe Catharine MacKinnon décrit The Assault on Truth comme un commentaire révélateur de Freud. Cependant, la critique Camille Paglia a critiqué les féministes pour leur intérêt envers le travail de Masson, le jugeant comme faisant partie d'une obsession à exposer les défauts de grandes figures. Porter a décrit ce livre comme « tendancieux », mais aussi comme un correctif nécessaire à La Vie et l'Œuvre de Sigmund Freud, une œuvre qui, à son avis, dépeint Freud d'une manière trop positive. Porter note qu'il a reçu une réaction mitigée en raison des circonstances entourant sa publication, avec la méfiance croissante du public envers la psychanalyse depuis les années 1960, en particulier parmi les féministes, et qu'il a été condamné par les psychanalystes et leurs partisans. Les commentateurs favorables à la psychanalyse qui ont critiqué ce livre incluent l'historien Peter Gay, le philosophe Richard Wollheim, l'historien Paul Robinson, le théoricien social Anthony Elliott et le psychanalyste Kurt Robert Eissler. Gay a qualifié le livre de « polémique sensationnaliste » et estime que Masson commente la théorie de la séduction de Freud de manière confuse, et que ses suggestions de raisons pour lesquelles Freud a abandonné cette théorie sont absurdes,. D'après Wollheim, ce livre est un travail véhément qui a présenté des conclusions discutables.
D'après Robinson, The Assault on Truth est l'expression d'une « humeur anti-freudienne » qui devenait de plus en plus agressive durant les années 1980. Il suggère que Masson a interprété le travail de Freud exclusivement en termes de préoccupations relatives à la théorie de la séduction. Il a accusé Masson de prétendre, sans preuve claire, que la théorie de la séduction était correcte, ignorant largement les raisons invoquées par Freud pour abandonner cette théorie, et omettant de montrer que Freud ne considérait pas ces raisons comme convaincantes. Il a accusé Masson d'avoir édité de manière trompeuse les lettres de Freud avec Fliess. Il a également soutenu que l'opposition à la théorie de la séduction était basée sur un scepticisme rationnel plutôt que sur une incapacité à accepter l'existence d'abus sexuels dans l'enfance, et qu'il était extrêmement improbable que Freud abandonne la théorie de la séduction par lâcheté pour adopter ensuite la théorie provocatrice de la sexualité infantile. Il n'est pas convaincu par les tentatives de Masson d'utiliser des preuves telles que le traitement d'Eckstein par Freud et un article de Ferenczi pour étayer son point de vue. Il soutient que Masson considérait les enfants comme « innocents et inertes », et a suggéré que le travail de Masson faisait partie d'une réaction contre la révolution sexuelle. Il compare The Assault on Truth à deux ouvrages de psychologues, Freud, Biologist of the Mind (1979) de Frank Sulloway et Freud and His Father (1979) de Marianne Krüll.
Eissler déclare qu'alors que The Assault on Truth a réussi, le livre est un « canular littéraire ». Il accuse Masson d'avoir déformé la théorie de la séduction, en omettant d'expliquer qu'elle prétend que « la psychopathologie de l'adulte émerge exclusivement lorsque les organes génitaux d'un enfant ont été maltraités », et de prétendre faussement que Freud a contesté l'existence de « maltraitance infantile » après avoir abandonné cette théorie. Elliott a noté que le livre est devenu un best-seller. Cependant, il fait valoir que Masson a déformé des propos de Freud et que sa critique de Freud est erronée, puisque « Freud n'a pas contesté les récits de ses patients sur la séduction réelle et les abus sexuels », étant plutôt préoccupé par la manière dont « les événements externes sont imprégnés de fantaisie et désir ».
Le livre a également reçu des critiques de la part de commentateurs opposés à la psychanalyse, tels que le philosophe Adolf Grünbaum, les auteurs Allen Esterson et Richard Webster, et le critique Frederick Crews. Grünbaum a soutenu qu'indépendamment du bien-fondé de l'accusation de Masson selon laquelle Freud avait abandonné la théorie de la séduction par lâcheté, la position de Masson selon laquelle les « séductions réelles » sont les facteurs étiologiques du développement de l'hystérie est infondée et crédule. D'après Esterson, Masson a accusé Freud d'un manque de courage en affirmant que les rapports de ses patients sur les séductions de l'enfance étaient pour la plupart des fantasmes de l'enfance, mais il est douteux qu'ils aient effectivement rapporté des séductions durant l'enfance. Esterson a également commenté ce livre dans History of the Human Sciences et History of Psychology, où il écrit que les preuves qu'il présente ne soutiennent pas les affirmations de Masson sur la façon dont la communauté médicale a répondu à la théorie de la séduction de Freud, et que d'autres preuves et recherches, que Masson ignore, réfutent l'affirmation de Masson selon laquelle « les premiers écrits psychanalytiques de Freud ont reçu un accueil irrationnellement hostile ».
Webster a comparé ce livre à The Freudian Fallacy (1983) d'E. M. Thornton. Il suggère que Masson conserve une vision en partie positive de Freud. Tout en créditant Masson d'avoir contribué à l'histoire de la psychanalyse, il écrit que l'argument principal de Masson n'a convaincu ni les psychanalystes ni la majorité des critiques de Freud, puisque les chercheurs ont contesté que Freud ait formulé la théorie de la séduction sur la base des souvenirs de la séduction de l'enfance fournis par ses patients. Webster a déclaré que la théorie soutenait que les épisodes de séduction infantile n'auraient un effet pathologique que si la victime n'en avait aucun souvenir conscient, et le but des séances thérapeutiques de Freud n'était pas d'écouter des souvenirs librement offerts mais d'encourager ses patients à découvrir ou construire des scènes dont ils n'avaient aucun souvenir. Il a reproché à Masson d'avoir encouragé la propagation du mouvement de la mémoire retrouvée en laissant entendre que la plupart voire tous les cas graves de névrose sont causés par des abus sexuels sur des enfants, que les psychanalystes sont collectivement engagés dans un déni massif de ce fait, et qu'un effort collectif tout aussi massif pour retrouver les souvenirs douloureux d'inceste est nécessaire. Masson a rejeté la suggestion de Webster, en déclarant qu'il n'avait exprimé aucun intérêt pour la récupération de mémoire dans son livre.
Crews a écrit que The Assault on Truth est une œuvre naïve qui a fait de Masson une célébrité. Crews a soutenu que Masson n'avait pas appris des critiques du livre, et que ses arguments reposent sur des erreurs. Dans The New York Review of Books, Crews a qualifié ce livre d'œuvre mélodramatique dans laquelle Masson a déformé les « patients » de « séduction » de Freud comme des victimes d'inceste conscientes plutôt que comme les sceptiques qu'ils sont restés. D'autres auteurs ont commenté ce livre, dont le spécialiste en littérature Ritchie Robertson, le psychologue Louis Breger et le chercheur John Kerr,. Robertson déclare que Masson a exagéré le cas contre Freud, en observant que tandis que Freud peut avoir sous-estimé la fréquence d'abus contre des enfants, il n'a pas nié que cela se produit souvent. Breger a écrit que Masson a fourni des informations précieuses sur la vie ultérieure d'Eckstein et a eu raison de remettre en question l'abandon de la théorie de la séduction. Cependant, il a trouvé les spéculations de Masson sur les raisons pour lesquelles Freud a abandonné la théorie peu convaincantes. Kerr a décrit ce livre comme imparfait mais utile pour attirer l'attention des psychanalystes sur les abus sexuels dans l'enfance.

### Commentaires
The Assault on Truth a reçu des critiques négatives de la part de l'historien Peter Gay dans The Philadelphia Inquirer, du psychanalyste Anthony Storr dans The New York Times Book Review, de Stephen A. Mitchell dans Library Journal, d'Herbert Wray dans Psychology Today, du psychanalyste Charles Rycroft dans The New York Review of Books, du philosophe Arnold Davidson dans la London Review of Books, du philosophe Frank Cioffi dans The Times Literary Supplement, de Charles Hanly dans The International Journal of psychoanalysis et de Lawrence Birken dans Theory & Society.
Le livre a reçu des critiques positives de la psychiatre Judith Lewis Herman dans The Nation et de Pierre-E. Lacocque dans l′American Journal of Psychotherapy,. Le livre a également été examiné par Ms., The Economist et Choice. D'autres critiques incluent celles de l'historien Paul Robinson dans The New Republic, d'Elaine Hoffman Baruch dans The New Leader, de Michael Heffernan dans New Statesman, de Kenneth Levin dans l′American Journal of Psychiatry, de Thomas H. Thompson dans North American Review, de F. S. Schwarzbach dans The Southern Review, du psychiatre Bob Johnson dans New Scientist, de Thelma Oliver dans le Canadian Journal of Political Science, du psychanalyste Donald P. Spence dans l′American Journal of Orthopsychiatry, de Gary Alan Fine dans Contemporary Sociology, de DA Strickland dans l'American Political Science Review, de Franz Samelson dans Isis et du philosophe John Oulton Wisdom dans Philosophy of the Social Sciences.
Storr a rejeté le livre et a nié que Freud ait pu abandonner une théorie « parce qu'elle était inacceptable pour l'establishment médical ». Mitchell a écrit que tandis que Masson a fourni des extraits fascinants de documents importants concernant Freud qui avaient été soigneusement gardés auparavant, ses conclusions étaient « caractérisées par une tendresse amère, une rhétorique simpliste et un sérieux manque de compréhension des subtilités de la théorie psychanalytique ultérieure ». Wray a rejeté les arguments de Masson comme « spéculatifs ». Rycroft a soutenu que parce que Masson a choisi de présenter le livre comme une attaque polémique contre Freud, il n'a pas été qualifié de contribution à l'histoire des débuts de la psychanalyse. Il a accusé Masson d'ignorer les preuves contraires, de présenter des preuves peu convaincantes et d'être incapable de « faire la distinction entre « les faits, les déductions et les spéculations ». Cependant, il a admis que Masson avait découvert certaines informations susceptibles de nuire de façon permanente à l'image de Freud, y compris des preuves que Freud était plus familier avec la littérature médico-légale sur la maltraitance des enfants que ses travaux ne le suggéraient. L'information comprenait également des détails sur le traitement raté d'Eckstein par Freud et Fliess, et la preuve que la répudiation par Freud de Ferenczi et de son article de 1932 « Confusion of Tongues between Adults and the Child » « a été provoquée par le fait que Ferenczi a redécouvert la vérité à propos de la théorie de la séduction qu'il avait supprimée depuis trente-cinq ans. Il a reproché à Masson de vouloir rétablir la vérité de la théorie de la séduction sans présenter de preuve qu'elle était réellement correcte, et a conclu que le livre était « déplaisant, malavisé et parfois idiot ». En réponse, Masson a défendu son livre et a accusé Rycroft de diverses erreurs.
Hanly déclare que même si cela a provoqué la controverse, les critiques ont largement rejeté ce livre. Il a exprimé son accord avec les critiques négatives qu'il avait déjà reçues et a critiqué l'affirmation de Masson selon laquelle Freud interprétait le saignement d'Eckstein après une opération nasale comme hystérique, arguant qu'il déformait ce que Freud avait écrit. Birken a soutenu que la tentative de Masson pour faire revivre la théorie de la séduction était plus importante que ses spéculations sur les raisons pour lesquelles Freud l'a abandonnée. Il a soutenu que la répudiation de Masson de toute la production de la psychanalyse depuis l'abandon de la théorie de la séduction signifie que son livre est « très conservateur », et qu'il a « gagné une place importante dans la littérature croissante du conservatisme culturel qui prend position contre l'émergence d'une culture de masse basée sur la consommation. Selon Birken, en rejetant le complexe d'Œdipe, Masson « répudie le développement d'une science sexuelle autonome », et en renouant avec la théorie de la séduction, il nie que les enfants aient une quelconque sexualité. Il estime que l'affection de Masson pour Tardieu suggère un rejet de l'historiographie conventionnelle de la science sexuelle. Il a suggéré que Masson désexualise non seulement les enfants, mais aussi, par implication, les femmes.
Herman décrit ce livre comme bien documenté, bien écrit, doté d'un raisonnement soigneux et fascinant. Cependant, elle a suggéré que l'accusation de Masson selon laquelle Freud a abandonné la théorie de la séduction par lâcheté personnelle pourrait être exagérée, arguant qu'elle exagère le rôle de Freud en tant qu'individu et ignore le secret général entourant les questions de viol et d'inceste. Pour elle, si Masson n'a pas résolu définitivement la question de savoir pourquoi Freud a abandonné la théorie de la séduction, il a eu raison de rouvrir le débat. Elle attribue à Masson la démonstration qu'une fois que Freud a abandonné la théorie de la séduction, toute considération supplémentaire concernant sa validité possible est devenue « une hérésie » au sein de la psychanalyse. Elle a également félicité Masson pour avoir documenté la tentative de Freud d'empêcher Ferenczi de faire connaître sa redécouverte du « genre de données cliniques sur lesquelles la théorie de la séduction était basée ». Elle a critiqué la couverture médiatique que The Assault on Truth a reçue, écrivant que la presse a tenté de défendre un « establishment psychanalytique » qui avait été rendu « sans voix » par lui. Selon Herman, les critiques de The Assault on Truth ont été presque uniformément négatives. Elle a accusé ces critiques d'effectuer des attaques ad hominem contre Masson ou de le critiquer en se concentrant sur des questions d'importance secondaire, et a reproché à Janet Malcolm ses caractérisations peu flatteuses de Masson dans The New Yorker.
Lacocque a qualifié ce livre d'« impressionnant ». Il fait l'éloge de l'érudition de Masson.
Selon l'anthropologue de la psychiatrie Richard Rechtman, il s'agit d'un « livre à scandale » dont la « faiblesse des arguments avancés » est marquée par l'absence des « preuves décisives qu’il invoque ». Les psychanalystes en « démontèrent un à un les arguments » et même la presse généraliste contesta les hypothèses de Masson en soulignant ses incohérences.

#### Sources primaires
- [Masson 2003] Jeffrey Masson, The Assault on Truth: Freud's Suppression of the Seduction Theory, New York, Ballantine Books, 2003 (1re éd. 1984) (ISBN 0-345-45279-8, lire en ligne).
- [Masson 1984a] J. Moussaieff Masson (trad. de l'anglais), Le Réel escamoté : le renoncement de Freud à la théorie de la séduction, Aubier-Montaigne, 1984a (ISBN 2-7007-0373-1 et 978-2-7007-0373-3, OCLC 31039876, lire en ligne).
- [Masson 2012] Jeffrey Moussaieff Masson (trad. de l'anglais par Marlène Martin, Claudia Renau, Victorine Meyers et Fabienne Cazalis, préf. Dr Michel Meignant), Enquête aux archives Freud : des abus réels aux pseudo-fantasmes, Éd. l'Instant présent, 2012 (ISBN 978-2-916032-27-6 et 2-916032-27-4, OCLC 816681925, lire en ligne).

#### Sources secondaires
Livres
- Louis Breger, Freud: Darkness in the Midst of Vision, New York, John Wiley & Sons, 2000 (ISBN 0-471-31628-8, lire en ligne).
- Frederick Crews, Debating Gender, Debating Sexuality, New York, New York University Press, 1996 (ISBN 0-8147-4655-1), « Missing the Point about Freud »
- K. R. Eissler, Freud and the Seduction Theory: A Brief Love Affair, Madison Connecticut, International Universities Press, 2001 (ISBN 0-8236-3037-4).
- Anthony Elliott, Psychoanalytic Theory: An Introduction, New York, Palgrave Macmillan, 2002 (ISBN 0-333-91912-2).
- Allen Esterson, Seductive Mirage: An Exploration of the Work of Sigmund Freud, Chicago, Open Court Publishing Company, 1993 (ISBN 0-8126-9231-4).
- Peter Gay, Freud: A Life for Our Time, London, Papermac, 1995 (ISBN 0-333-48638-2).
- Peter Gay, Freud for Historians, Oxford, Oxford University Press, 1985 (ISBN 0-19-503586-0, lire en ligne).
- Adolf Grünbaum, The Foundations of Psychoanalysis: A Philosophical Critique, Berkeley, University of California Press, 1985 (ISBN 0-520-05017-7, lire en ligne ).
- John Kerr, A Dangerous Method, London, Atlantic Books, 2012 (ISBN 9780857891785).
- Catharine MacKinnon, A Dark Science: Women, Sexuality and Psychiatry in the Nineteenth Century, New York, Farrar, Straus and Giroux, 1986 (ISBN 978-0374135010), « Preface ».
- Camille Paglia, Sex, Art, and American Culture: Essays, London, Penguin Books, 1993 (ISBN 0-14-017209-2).
- Roy Porter, A Social History of Madness: Stories of the Insane, London, Weidenfeld & Nicolson, 1989 (ISBN 0-297-79571-6).
- Roy Porter, Debating Gender, Debating Sexuality, New York, New York University Press, 1996 (ISBN 0-8147-4655-1), « The Assault on Jeffrey Masson ».
- Ritchie Robertson, The Interpretation of Dreams, Oxford, Oxford University Press, 1999 (ISBN 0-19-210049-1, lire en ligne), « Introduction ».
- Paul Robinson, Freud and His Critics, Berkeley, University of California Press, 1993 (ISBN 0-520-08029-7).
- Richard Webster, Why Freud Was Wrong: Sin, Science and Psychoanalysis, Oxford, The Orwell Press, 2005 (ISBN 0-9515922-5-4).
- Richard Wollheim, Freud, London, Fontana Press, 1991 (ISBN 0-00-686223-3).

Articles
- Elaine Hoffman Baruch, « The assault on truth (Book Review) », The New Leader, vol. 67, no April 30, 1984,‎ 1984.
- Lawrence Birken, « The Assault on Truth: Freud's Suppression of the Seduction Theory (Book) », Theory & Society, vol. 16, no 2,‎ 1987.
- Harold Bloom, « In the Freud Archives (Book Review) », The New York Times Book Review, no May 27, 1984,‎ 1984.
- Frank Cioffi, « The cradle of neurosis », The Times Literary Supplement, no 4240,‎ 1984.
- Frederick Crews, « The Trauma Trap », The New York Review of Books, vol. 51, no 4,‎ 2004.
- Arnold Davidson, « Assault on Freud », London Review of Books, vol. 6, no 12,‎ 1984.
- Allen Esterson, « Jeffrey Masson and Freud's seduction theory: A new fable based on old myths », History of the Human Sciences, vol. 11, no 1,‎ 1998, p. 1–21 (DOI 10.1177/095269519801100101, S2CID 170827479).
- Allen Esterson, « The myth of Freud's ostracism by the medical community in 1896-1905: Jeffrey Masson's assault on the truth », History of Psychology, vol. 5, no 2,‎ 2002, p. 115–134 (PMID 12096757, DOI 10.1037/1093-4510.5.2.115).
- Gary Alan Fine, « The assault on truth (Book Review) », Contemporary Sociology, vol. 13, no November 1984,‎ 1984.
- Michael Heffernan, « The assault on truth (Book Review) », New Statesman, vol. 107, no June 22, 1984,‎ 1984.
- Judith Herman, « The Analyst Analyzed », The Nation, vol. 238, no 9,‎ 1984.
- Bob Johnson, « Collected works », New Scientist, vol. 150, no 2027,‎ 1996.
- Pierre-E. Lacocque, « Assault on Truth », American Journal of Psychotherapy, vol. 41, no 1,‎ 1987.
- Kenneth Levin, « The assault on truth (Book Review) », American Journal of Psychiatry, vol. 141, no July 1984,‎ 1984.
- [Masson 1984b] Jeffrey Masson, « 'Assault on Truth' », The New York Review of Books, vol. 31, no 13,‎ 1984b.
- Stephen A. Mitchell, « The Assault on Truth (Book) », Library Journal, vol. 109, no 3,‎ 1984.
- Thelma Oliver, « The Assault on Truth: Freud's Suppression of the Seduction Theory », Canadian Journal of Political Science, vol. 17, no 3,‎ 1984.
- Paul Robinson, « Freud's Last Laugh », The New Republic, vol. 190, no 10,‎ 1984
- Charles Rycroft, « A Case of Hysteria », The New York Review of Books, vol. 31, no April 12, 1984,‎ 1984.
- Franz Samelson, « The assault on truth (Book Review) », Isis, vol. 76, no March 1985,‎ 1985, p. 109–110 (DOI 10.1086/353768).
- F. S. Schwarzbach, « The assault on truth (Book Review) », The Southern Review, vol. 21, no January 1985,‎ 1985.
- Donald P. Spence, « The assault on truth (Book Review) », American Journal of Orthopsychiatry, vol. 54, no October 1984,‎ 1984.
- Anthony Storr, « The assault on truth (Book Review) », The New York Times Book Review, no February 12, 1984,‎ 1984.
- D. A. Strickland, « The assault on truth (Book Review) », American Political Science Review, vol. 78, no December 1984,‎ 1984.
- Thomas H. Thompson, « The assault on truth (Book Review) », North American Review, vol. 269, no December 1984,‎ 1984.
- J. O. Wisdom, « Trauma or Intrapsychic Conflict? », Philosophy of the Social Sciences, vol. 16, no 1,‎ 1986, p. 135–140 (DOI 10.1177/004839318601600111, S2CID 143092022).
- Herbert Wray, « The assault on truth (Book Review) », Psychology Today, vol. 18, no April 1984,‎ 1984.
- « The assault on truth (Book Review) », Choice, vol. 21, no July/August 1984,‎ 1984.
- « Attacking the Freudians », Maclean's, vol. 97, no 6,‎ 1984.
- « How Freud betrayed women », Ms., vol. 12, no 9,‎ 1984.
- « Attack on Freud », Newsweek, vol. 103, no 6,‎ 1984.
- « The assault on truth (Book Review) », The Economist, vol. 292, no July 14, 1984,‎ 1984.
- Richard Rechtman, « Remarques sur le destin de la psychanalyse dans les usages sociaux du traumatisme », Revue française de psychosomatique, vol. 28, no 2,‎ 2005, p. 27-38 (ISSN 1164-4796 et 2105-2603, DOI 10.3917/rfps.028.0027, lire en ligne, consulté le 28 juillet 2021).